# San Antonio del Alto Corralejo
San Antonio del Alto Corralejo är en ort i Mexiko.   Den ligger i kommunen Allende och delstaten Chihuahua, i den centrala delen av landet, 1 100 km nordväst om huvudstaden Mexico City. San Antonio del Alto Corralejo ligger 1 536 meter över havet och antalet invånare är 324.
Terrängen runt San Antonio del Alto Corralejo är en högslätt. Runt San Antonio del Alto Corralejo är det mycket glesbefolkat, med 2 invånare per kvadratkilometer. Närmaste större samhälle är Valle de Ignacio Allende, 16,7 km söder om San Antonio del Alto Corralejo. Omgivningarna runt San Antonio del Alto Corralejo är i huvudsak ett öppet busklandskap.